# Karlsburg (zamek)

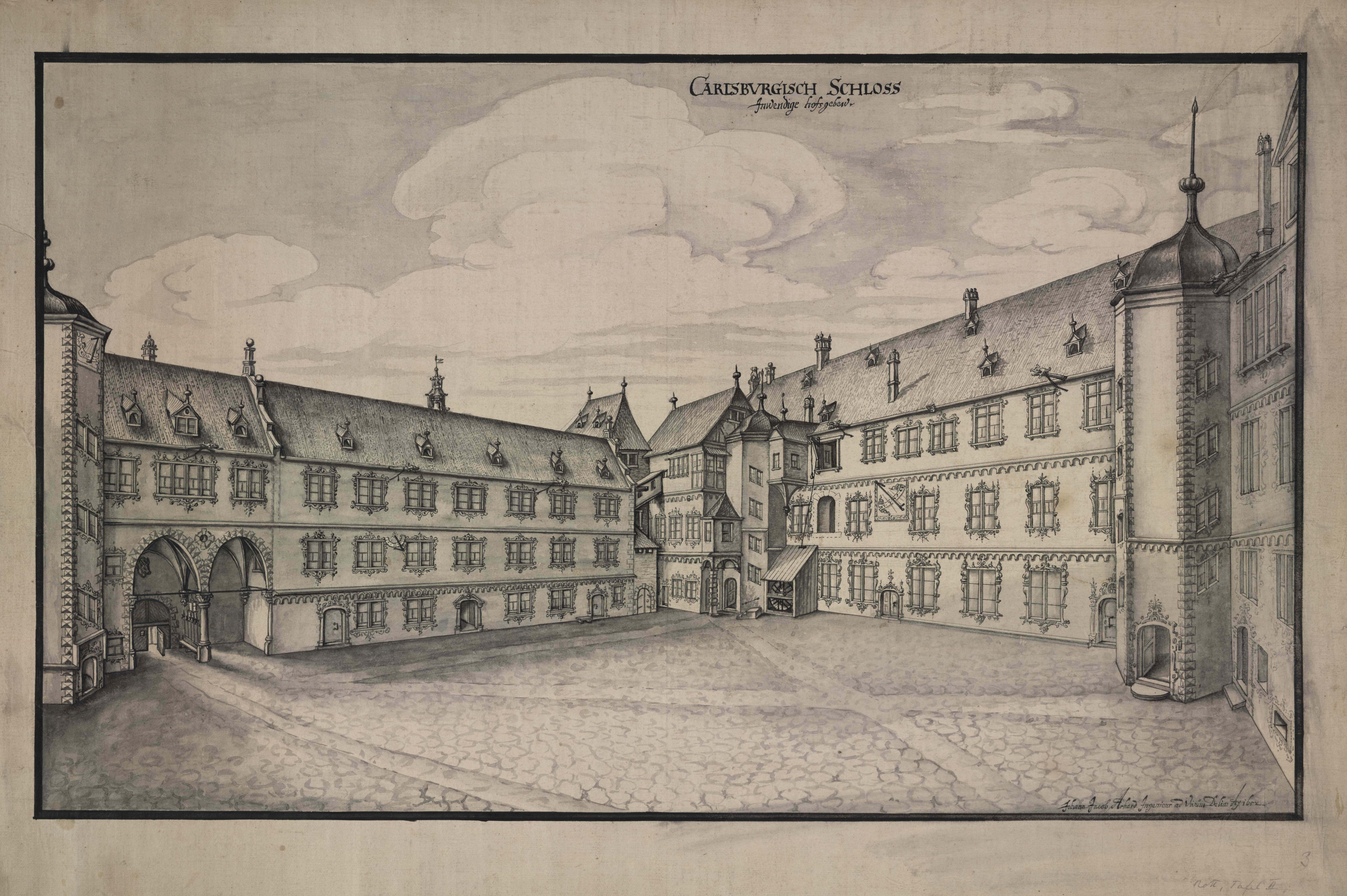
Dziedziniec zamkowy, widok z 1652

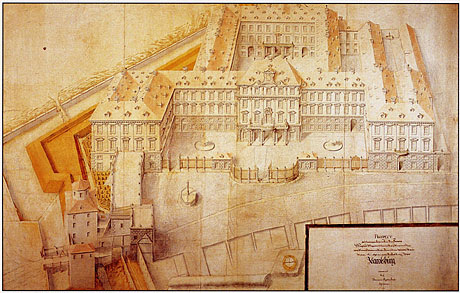
Niezrealizowana wizja odbudowy zamku z 1698

Karlsburg – zamek w Durlach, obecnie dzielnicy Karlsruhe w Niemczech, w kraju związkowym Badenia-Wirtembergia, zbudowany w połowie XVI w., do pierwszej połowy XVIII w. służący jako rezydencja margrabiów Badenii-Durlach, przebudowany na początku XVIII w., obecnie służący m.in. celom muzealnym.

## Historia
Zamek w tym miejscu, połączony z murami miejskimi Durlach, istniał już w XIII w. i został zniszczony w 1273 przez króla Niemiec Rudolfa I Habsburga. Zastąpiono go później zameczkiem myśliwskim. W 1563 rozpoczęto budowę w tym miejscu wieloskrzydłowego, renesansowego założenia zamkowego z ogrodem, które stało się siedzibą margrabiów Badenii-Durlach. Inicjatorem budowy był margrabia Karol II, który przeniósł się tu w 1565. On i jego następcy uczynili z zamku kwitnący ośrodek kultury i sztuki. W sierpniu 1689 miasto oraz zamek zostały spalone przez wojska francuskie w czasie wojny palatynackiej. Margrabiowie rozpoczęli odbudowę zamku w stylu barokowym, ta jednak nigdy nie została ukończona. Zatrzymało ją przeniesienie się dworu w 1718 do nowej siedziby w Karlsruhe. Karlsburg był potem używany jako siedziba żony margrabiego Karola III Wilhelma, Magdaleny, a następnie jako koszary. W 1924 na zamku umieszczono muzeum lokalnej historii (Pfinzgaumuseum), od 1964 jego właścicielem jest miasto, którego staraniem budynki odnowiono w latach 70. i 80. XX w.

## Stan obecny
Z zamku do obecnych czasów pozostał jedynie renesansowy, XVI-wieczny budynek Prinzessinenbau (południowa wieża bramna) oraz wzniesione na początku XVIII w. jedno skrzydło zamkowe. Teren placu przed tym skrzydłem odpowiada dziedzińcowi XVI-wiecznego zamku. Budynki służą celom muzealnym i edukacyjnym, mają tu też siedzibę niektóre agendy samorządu miejskiego. 